# Sylvia von Harden
Sylvia von Harden (1894-1963) est une poète et journaliste allemande.

## Biographie
Elle est née Sylvia Von Halle à Hambourg dans une famille de la bourgeoisie catholique. Elle est la neuvième  d'une fratrie de onze enfants. Son père allemand est banquier et sa mère hollandaise vient d'une famille de marchands d’art : les Goudstikker. L’originale de la  famille est la tante Sophie Goudstikker, photographe installée à Munich avec sa compagne, très engagée dans le combat féministe.
En 1915, elle rencontre Ferdinand Hardekopf. Ils ont une liaison passionnée jusqu'en 1921. C'est un  poète expressionniste, il est aussi traducteur de Gide en allemand. Il est de 18 ans son aîné et avec lui, elle fréquente la « bohème » berlinoise et munichoise. L'hypothèse est parfois avancée que le nom qu'elle se choisit plus tard "Harden" est inspiré de Hardenkopf.
De 1916 à 1921, elle travaille pour les éditions Rascher à Zurich. Elle écrit des articles littéraires pour le mensuel Das Junge Deutschland de 1918 à 1920 puis pour Die Rote Erde de 1919 à 1923, un roman et deux volumes de  poèmes entre 1920 et 1927. Elle est considérée par son entourage comme une intellectuelle émancipée. En 1922, elle épouse Félix Lehr. 
En 1936, elle fuit l'Allemagne, passe en Suisse puis en Italie et enfin rejoint l'Angleterre. À la fin des années cinquante, elle emménage avec son amie Miss Jones dans la banlieue de Londres. 
En 1926, l'artiste allemand Otto Dix fait son portrait : Portrait de la journaliste Sylvia von Harden, ce qui contribue grandement à sa notoriété. En 1961, ce tableau est acheté par le Musée national d'art moderne (du futur Centre Georges-Pompidou, à Paris). Peu après, elle se rend à Paris et se fait photographier devant son portrait.
Une correspondance importante entre Otto Dix et Sylvia Von Harden a été conservée à partir de 1946 (peut-être avait-elle commencé avant). Elle a été acquise en 2003 par la fondation Custodia à Paris.